# 劳尔·穆斯特
劳尔·穆斯特（1987年11月9日—），爱沙尼亚男子羽毛球運動員。

## 簡歷
劳尔·穆斯特起初在出生地塔林跟隨教練Aigar Tonus進行訓練，其後轉往德國接受訓練，目前主要以丹麥欧登塞為訓練基地。
2008年，劳尔·穆斯特代表爱沙尼亚出戰北京奥运会羽毛球男子單打比賽，在首圈以0比2（14-21、15-21）負於波蘭的普热梅斯瓦夫·瓦查出局。
2012年，劳尔·穆斯特代表愛沙尼亞出戰英國倫敦舉行的奥林匹克运动会羽毛球比賽男子單打項目，在小組賽階段先以2比0戰勝奧地利的迈克尔·兰施泰纳，後以0比2負於印尼的西蒙·桑托索，最終以一勝一負的小組次名成績出局。
2013年8月，劳尔·穆斯特參加中國廣州舉行的世界羽毛球錦標賽，出戰男子單打項目，在首圈就以1比2（21-19、14-21、9-21）負於13號種子、印度的卡夏普·帕鲁帕利出局。
2014年8月，劳尔·穆斯特參加丹麥哥本哈根舉行的世界羽毛球錦標賽，出戰男子單打項目，首圈就以1比2（21-16、18-21、17-21）負於中華台北的周天成出局。
2015年8月，劳尔·穆斯特參加印尼雅加達舉行的世界羽毛球錦標賽，出戰男子單打項目。他在首圈以2-0擊敗奧地利選手卢卡·瓦贝尔晉級，但在第二圈就以0比2（15-21、7-21）不敵頭號種子、中國的谌龙出局。
2017年8月，穆斯特參加蘇格蘭格拉斯哥舉行的世界羽毛球錦標賽，出戰男子單打項目。他在首圈以2-1擊敗芬蘭選手埃图·海诺晉級，但在第二圈就以0比2（17-21、15-21）不敵3號種子、丹麥的维克托·阿萨尔森出局。

## 主要比賽成績
只列出曾進入準決賽的國際賽事成績：
| 年份   | 賽事                       | 公開賽級別 | 項目     | 成績   |
| ------ | -------------------------- | ---------- | -------- | ------ |
| 2008年 | 羅馬尼亞羽毛球國際賽       | 國際系列賽 | 男子單打 | 亞軍   |
| 2009年 | 愛沙尼亞羽毛球國際賽       | 國際系列賽 | 男子單打 | 準決賽 |
| 2009年 | 波蘭羽毛球國際賽           | 國際挑戰賽 | 男子單打 | 亞軍   |
| 2009年 | 挪威羽毛球國際賽           | 國際挑戰賽 | 男子單打 | 準決賽 |
| 2010年 | 奧地利羽毛球國際挑戰賽     | 國際挑戰賽 | 男子單打 | 準決賽 |
| 2010年 | 芬蘭羽毛球公開賽           | 國際挑戰賽 | 男子單打 | 冠軍   |
| 2010年 | 白夜羽毛球賽               | 國際挑戰賽 | 男子單打 | 準決賽 |
| 2011年 | 愛沙尼亞羽毛球國際賽       | 國際系列賽 | 男子單打 | 亞軍   |
| 2011年 | 克羅地亞羽毛球國際賽       | 國際系列賽 | 男子單打 | 亞軍   |
| 2011年 | 立陶宛羽毛球公開賽         | 國際系列賽 | 男子單打 | 準決賽 |
| 2011年 | 保加利亞羽毛球國際賽       | 國際挑戰賽 | 男子單打 | 準決賽 |
| 2012年 | 愛沙尼亞羽毛球國際賽       | 國際系列賽 | 男子單打 | 亞軍   |
| 2012年 | 瑞典斯德哥爾摩羽毛球國際賽 | 國際挑戰賽 | 男子單打 | 準決賽 |
| 2013年 | 愛沙尼亞羽毛球國際賽       | 國際系列賽 | 男子單打 | 準決賽 |
| 2013年 | 立陶宛羽毛球公開賽         | 未來系列賽 | 男子單打 | 亞軍   |
| 2013年 | 白夜羽毛球賽               | 國際挑戰賽 | 男子單打 | 準決賽 |
| 2013年 | 匈牙利羽毛球國際賽         | 國際系列賽 | 男子單打 | 亞軍   |
| 2014年 | 葡萄牙羽毛球國際賽         | 國際系列賽 | 男子單打 | 準決賽 |
| 2014年 | 里加羽毛球國際賽           | 未來系列賽 | 男子單打 | 冠軍   |
| 2014年 | 保加利亞羽毛球公開賽       | 國際系列賽 | 男子單打 | 冠軍   |
| 2014年 | 挪威羽毛球國際賽           | 國際系列賽 | 男子單打 | 冠軍   |
| 2015年 | 愛沙尼亞羽毛球國際賽       | 國際系列賽 | 男子單打 | 準決賽 |
| 2015年 | 瑞典羽毛球大師賽           | 國際挑戰賽 | 男子單打 | 準決賽 |
| 2015年 | 俄羅斯羽毛球大獎賽         | 大獎賽     | 男子單打 | 亞軍   |
| 2015年 | 保加利亞羽毛球公開賽       | 國際系列賽 | 男子單打 | 冠軍   |
| 2015年 | 布拉格羽毛球公開賽         | 國際挑戰賽 | 男子單打 | 準決賽 |
| 2015年 | 荷蘭羽毛球大獎賽           | 大獎賽     | 男子單打 | 亞軍   |
| 2015年 | 蘇格蘭羽毛球大獎賽         | 大獎賽     | 男子單打 | 準決賽 |
| 2016年 | 愛沙尼亞羽毛球國際賽       | 國際系列賽 | 男子單打 | 準決賽 |
| 2016年 | 美國羽毛球國際挑戰賽       | 國際挑戰賽 | 男子單打 | 準決賽 |
| 2017年 | 愛沙尼亞羽毛球國際賽       | 國際系列賽 | 男子單打 | 冠軍   |
| 2017年 | 奧地利羽毛球公開賽         | 國際挑戰賽 | 男子單打 | 準決賽 |
| 2017年 | 白夜羽毛球賽               | 國際挑戰賽 | 男子單打 | 準決賽 |
| 2018年 | 奧地利羽毛球公開賽         | 國際挑戰賽 | 男子單打 | 準決賽 |
| 2018年 | 拉脫維亞羽毛球國際賽       | 未來系列賽 | 男子單打 | 準決賽 |
| 2018年 | 愛爾蘭羽毛球公開賽         | 國際系列賽 | 男子單打 | 準決賽 |
| 2019年 | 歐洲運動會羽毛球比賽       | 其他       | 男子單打 | 銅牌   |
| 2019年 | 白俄羅斯羽毛球國際賽       | 國際系列賽 | 男子單打 | 亞軍   |
| 2019年 | 挪威羽毛球國際賽           | 國際系列賽 | 男子單打 | 準決賽 |
| 2020年 | 愛沙尼亞羽毛球國際賽       | 國際系列賽 | 男子單打 | 準決賽 |

| 2007-2017年 | 首要超級賽 | 超級賽 | 黃金大獎賽 | 大獎賽 | 國際挑戰賽 | 國際系列賽 | 未來系列賽 | 其他 |

| 2018-2026年 | 總決賽 | 超級1000賽 | 超級750賽 | 超級500賽 | 超級300賽 | 超級100賽 | 國際挑戰賽 | 國際系列賽 | 未來系列賽 | 其他 |

### 奧運會和世錦賽參賽紀錄
|          | 2006 | 2007 | 2008         | 2009 | 2010 | 2011 | 2012       | 2013 | 2014 | 2015 | 2016       | 2017 | 2018 | 2019 | 2020       |
| -------- | ---- | ---- | ------------ | ---- | ---- | ---- | ---------- | ---- | ---- | ---- | ---------- | ---- | ---- | ---- | ---------- |
| 男子單打 | 64強 | 64強 | 第一輪(64強) | 32強 | 32強 | 64強 | 小組第二名 | 64強 | 64強 | 32強 | 小組第三名 | 32強 | 32強 | 64強 | 小組第三名 |